# عمار جحيدر
عمار محمد جحيدر ولد عام 1953 في تاجوراء بليبيا. أنهى تعليمه الابتدائي بتاجوراء ثم انتقل إلى المعهد الديني بطرابلس، وبعد حصوله على شهادته الثانوية التحق بجامعة الأزهر وحصل على الليسانس من كلية اللغة العربية شعبة التاريخ والحضارة سنة 1977م. ثم حصل على الماجستير في التاريخ الحديث من جامعة إسطنبول سنة 1996م.

## عمله وإسهاماته
يعمل باحثاً بالمركز الوطني للمحفوظات والدراسات التاريخية  منذ تأسيسه عام 1978م. وارتبط عمله بشعبة الوثائق والمخطوطات بالمركز والتي ساهم في تأسيسها وتنظيمها، تم ترشيحه من قبل الأستاذ خليفة التليسي ليكون عضواً مراسلاً بمجمع اللغة العربية بطرابلس، وهو يشغل عضواً بكل من:
- اللجنة العلمية لجائزة ابن الاجدابي للوثائق والمخطوطات التي ينظمها المركز الوطني للمحفوظات والدراسات التاريخية بالتعاون مع بعض المؤسسات العلمية.
- لجنة الحفاظ على التراث الإسلامي في ليبيا التي شكلت للتعاون مع اللجنة الدولية للحفاظ على التراث الحضاري الإسلامي - بالرياض) للاحتفال بعام التراث الإسلامي 1410هـ (1990-1991م).
- عضو اللجنة الإدارية العليا لمدرسة الفنون والصنائع الإسلامية بطرابلس.

قد قام بتأليف العديد من الكتب وشارك في عدة مؤتمرات علمية في ليبيا، وتونس، وتطوان والقاهرة وحلب ومكة المكرمة.

## إهتماماته الشعرية
بدأ كتابة الشعر خلال دراسته الجامعية بالقاهرة، ونشر فيما بعد عدداً من قصائده في المجلات الثقافية.
كان في مطلع اهتماماته الأدبية شديد التعلق بقراءة الشعر الحديث لأمثال الشابي، والتيجاني، وإبراهيم ناجي، وعلي محمود طه، والهمشري، وصالح الشرنوبي، وعمر أبوريشة، ومحمود حسن إسماعيل.

## مؤلفاته
له العديد من المؤلفات المطبوعة منها:
- آفاق ووثائق في تاريخ ليبيا الحديث. ليبيا-تونس: الدار العربية للكتاب. 1991م. 370ص. (يضم بعض البحوث المنشورة في بعض الدوريات خلال السنوات 1981-1985م).
- البحرية الليبية وحرب اليونان (1821-1828م). دراسة مخطوطة نشرت مقدمتها في المجلة التاريخية العربية للدراسات العثمانية. ع1-2 (يناير 1990م).
- مصادر دراسة الحياة الفكرية في ليبيا في العهد القرمانلي (1123-1251هـ / 1711-1835م). نشر ضمن أعمال مؤتمر الحياة الفكرية في الولايات العربية أثناء العهد العثماني في المجلة التاريخية المغربية. العدد 59-60 (أكتوبر 1990م) وصدر بطرابلس في كتاب عن مركز جهاد الليبيين للدراسات التاريخية. 2003م. 227ص.

وله مؤلفات مازالت مخطوطة ولم تطبع بعد منها:
- ولاية طرابلس الغرب في ضوء المصادر العثمانية الرسمية 1282-1312هـ/1865-1894: التحول من الإيالة إلى الولاية. رسالة ما جستير، كلية الآداب - جامعة إسطنبول. 1996م). باللغة التركية.
- بحوث ووثائق في تاريخ ليبيا الثقافي. (مجموعة من البحوث المنشورة في هذا الموضوع خلال السنوات 1990-2002م).

وقد قام بتحقيق مجموعة من الكتاب منها:
- اليوميات الليبية. تأليف: حسن الفقيه حسن. الجزء الأول (958-1248هـ/1551-1832م). تحقيق: محمد الأسطى وعمار جحيدر. طرابلس: مركز جهاد الليبيين للدراسات التاريخية. 1984م. (ط2 2001م. 977ص.
- اليوميات الليبية. تأليف: حسن الفقيه حسن. الجزء الثاني (الحرب الأهلية ونهاية العهد القرمانلي 1248-1251هـ/1832-1835م). تحقيق: عمار جحيدر. طرابلس مركز جهاد الليبين للدراسات التاريخية. 2001م. 1212ص.
- حملة نابولي على طرابلس (1244هـ-1828م). تحقيق: محمد الأسطى وعمار جحيدر. طرابلس: مركز جهاد الليبيين للدراسات التاريخية. 1978م. (فصلة مختارة من مخطوطة اليوميات الليبية لحسن الفقيه حسن، نشرت بمناسبة افتتاح المركز).

يعمل حاليا على تحقيق الجزء الثالث من اليوميات الليبية.
كما أشرف على تحرير أعمال عدد من المؤتمرات العلمية التي شارك فيها ومن بينها:
- أعمال المؤتمر الأول للوثائق والمخطوطات في ليبيا: واقعها وآفاق العمل حولها. (زليطن 1988م). وقف على نشرها وقدم لها عمار جحيدر. طرابلس: مركز جهاد الليبيين للدراسات التاريخية- وكلية الآداب والتربية بزليطن. 1992م. مجلدان في 1470ص.
- مدرسة الفنون والصنائع بمدينة طرابلس في مائة عام (1898-1998). كتاب توثيقي شارك في تأليفه فصوله عدد من الأساتذة. أشرف على تحريره ونشره وقدم له: عمار جحيدر. طرابلس: مركز جهاد الليبيين للدراسات التاريخية والإدارة العامة للفنون والصنائع الإسلامية. 2000م. 645ص.
- الشعر الليبي في القرن العشرين: قصائد مختارة لمئة شاعر. اختارها وقدم لها: د عبد الحميد عبد الله الهرامة وعمار محمد جحيدر. بيروت: دار الكتاب الجديد. 2001م.
- أعمال ندوة المؤرخ أحمد النائب الأنصاري: حياته وآثاره وعصره في الذكرى المئوية لصدور كتابه مع نهاية القرن (1899-1999). مساهمة وتحرير: عمار جحيدر. طرابلس: مركز جهاد الليبيين للدراسات التاريخية. 2008. 816 ص.